# Manuel Martínez Pedroso
Manuel Martínez Pedroso (La Habana, Capitanía General de Cuba, 3 de febrero de 1883 - México, 1958) fue un jurista y catedrático español, que llegó a ser miembro del Tribunal de Garantías Constitucionales. Fue especialista en derecho político comparado.

## Biografía
Nacido en Cuba se formó en la península, licenciándose en Derecho y ganando la plaza de catedrático de derecho político en la Universidad de Sevilla en 1927. En 1931 fue elegido vicerrector de la misma universidad, asesor jurídico de la Delegación española en la Conferencia de Desarme de Ginebra y en 1932 formó parte del Consejo de la Sociedad de Naciones para después ser vocal del Tribunal de Garantías Constitucionales. En las elecciones generales de 1933 se presentó como candidato del Partido Socialista Obrero Español (PSOE) por Ceuta, pero no salió elegido, teniendo más suerte en las elecciones de 1936 por la misma circusncripción. Tras la obtención del escaño, cesó en sus demás funciones por imcompatibilidad. Al declararse la Guerra Civil pocos meses después, huyó a Marsella desde Tánger, donde se encontraba, ante la ocupación del Marruecos español por los sublevados. Regresó a la zona controlada por el gobierno de la República en 1937 y fue nombrado agregado en la embajada de España en Varsovia. Al final de la guerra hubo de exiliarse en México.
Ingresó a México por Veracruz a finales de 1939, fue uno de los intelectuales que colaboraron con La Casa de España en México. En enero de 1940, Daniel Cosío Villegas informa al Secretario de Gobernación la decisión de Martínez Pedroso de radicar en México y le solicita le sea concedida la calidad de asilado político.
Fue depurado por las autoridades sublevadas a través de acuerdo de la Junta Técnica del Estado que actuaba en la provincia de Sevilla como gobierno de facto tras el triunfo de la sublevación militar en la misma. La depuración estuvo avalada por el nuevo rector, José Mariano Mota y Salado, que había sustituido a Francisco Candil Calvo que no había reconocido a los sublevados representados por el general Queipo de Llano. Ratificada la depuración en distintas ocasiones posteriores, fue separado de la enseñanza y se le incautaron los salarios. Le fue abierto expediente en el Tribunal de Responsabilidades Políticas, por el Tribunal Especial para la Represión de la Masonería y el Comunismo y en el juzgado de Tetuán, muchas veces con los informes favorables de quien había sido su compañero, el catedrático de derecho civil Ignacio de Casso y Romero que se convirtió en juez especial en los procesos contra los enseñantes en España.
En el Tribunal de Responsabilidades Políticas la acusación se fundamentaba en el informe del nuevo decano de la Facultad de Derecho que señalaba que Martínez Pedroso:

[...], durante el tiempo que desempeño la Cátedra de Derecho Político de esta Facultad, fue militante activo del Partido Socialista y organizador y alentador de las actividades revolucionarias de la F.U.E., realizando en todo momento campaña vigorosa, dentro y fuera de la Universidad a favor de los ideales que profesaba.

El Tribunal de Represión de la Masonería le buscó hasta 1960, mucho tiempo después de haber fallecido. Por su parte, el juzgado de Tetuán le impuso una sanción de un millón de pesetas "por traidor a la Patria". También se le embargaron los libros que había en su casa.